# Цейлон на літніх Олімпійських іграх 1956
Цейлон на літніх Олімпійських іграх 1956 року в Мельбурні (Австралія) представляли 3 спортсмени (усі чоловіки), які брали участь у двох видах спорту — легкій атлетиці та боксі. Цейлонські атлети не завоювали жодної медалі.

## Бокс
| Категорія | Спортсмен            | 1-й раунд          | 2-й раунд                 | Чвертьфінал        | Півфінал           | Фінал              | Місце |
| Категорія | Спортсмен            | Суперник Результат | Суперник Результат        | Суперник Результат | Суперник Результат | Суперник Результат | Місце |
| --------- | -------------------- | ------------------ | ------------------------- | ------------------ | ------------------ | ------------------ | ----- |
| до 54 кг  | Гемпала Джаясурія    | Роберт Бат (AUS) L | завершив змагання         | завершив змагання  | завершив змагання  | завершив змагання  | 17    |
| до 60 кг  | Чандрасена Джаясурія | Bye                | Річард Мактаггарт (GBR) L | завершив змагання  | завершив змагання  | завершив змагання  | 9     |

## Легка атлетика
Польові дисципліни
| Спортсмен                 | Дисципліна                 | Кваліфікація | Кваліфікація | Фінал     | Фінал |
| Спортсмен                 | Дисципліна                 | Дистанція    | Місце        | Дистанція | Місце |
| ------------------------- | -------------------------- | ------------ | ------------ | --------- | ----- |
| Нагалінгам Етірвірасінгам | стрибки у висоту, чоловіки | 1,92         | 20           | 1,86      | 21    |